# Richard Brancatisano
Richard Peter Brancatisano (Sydney, 29 de Outubro de 1983) é músico e ator de televisão australiano, ficou mais conhecido por seu papel como Xander Bly, o Ranger Verde Místico em Power Rangers: Força Mística. Antes de aparecer em Power Rangers, Richard realizou trabalhos como Corey na temporada 2005 da Boyband: O Musical, pelo ricochet Trabalho Produtions, uma empresa australiana de teatro. Ele estudou por três anos em Theate Nepean, e continua a trabalhar, tanto como ator e músico, nacionalmente e internacionalmente. Richard começou seus papeis dramático em artes cênicas com uma idade precoce em sua escola secundária, The King's School, em Parramatta. Nos círculos de teatro e músicas australianas, ele é também conhecido como 'Richie Branco'.
Suas mais recentes aparições foi nos filmes "Dripping in Chocolate" e "Bait".

## Filmografia
| Ano  | Título                             | Personagem                       | Notas                                                          |
| ---- | ---------------------------------- | -------------------------------- | -------------------------------------------------------------- |
| 2012 | Bait                               | Rory                             | com Xavier Samuel, Cariba Heine, Lincoln Lewis e Phoebe Tonkin |
| 2012 | Reef Doctors                       |                                  |                                                                |
| 2011 | Underbelly: Razor                  | Guido Calletti                   | 13 episódios                                                   |
| 2010 | Home and Away                      | Prince Vittorio Seca             | 22 episodes                                                    |
| 2009 | Alexandra, a Princesa do Rock      | Caleb                            | 27 episódios                                                   |
| 2009 | Cupid                              | Cupid                            | Curta metragem (14 mins)                                       |
| 2009 | Whiteline                          | Thommo                           | Curta metragem (11 mins)                                       |
| 2007 | Power Rangers: Operação Ultraveloz | Xander Bly: Ranger Místico Verde | 2 episódios: Uma Vez Ranger Sempre Ranger: Partes 1 e 2        |
| 2006 | This Girl in the Desert            | Homem com chifres                | Curta metragem (30 mins)                                       |
| 2006 | Power Rangers: Força Mística       | Xander Bly: Ranger Místico Verde | 32 episódios                                                   |
| 2004 | Double the Fist                    | Portão Terrorista                | 1 episódio. (episódio # 1.7 "Terrorism")                       |
| 1995 | White Collar Blue                  | Darcy Worth                      | 1 episódio. (episódio # 2.2)                                   |

### Teatro
- "Vin" (2005) ... como Vin
- "Boyband: O Musical" (2005) .... como Corey
- "The Wind in the Willows" (2004) ... como Ratty
- "Hearts and Diamonds" (2002) ... como Rei dos diamantes